# 宁木副县
宁木副县（英語： 馬來語：）是砂拉越木中省木中县下辖的副县，人口约有1万（2010数据）。有90%的县民都是农民。

## 传说
相传，宁木副县里的淋巴斯河（Batang Rimbas）曾经拥有很大的潮涌，而且还大过其主流鲁巴河（Batang Lupar）。当地有位英雄叫无加（Datuk Ugak），其孩子在河边洗澡时被潮水冲走了。无加的知孩子的死讯后非常愤怒。他便带着剑在河边砍劈潮水。据居民说，当时有血流出了淋巴斯河。自从那以后，宁木再也没有出现潮涌了。